# Rostbauchkuckuck
Der Rostbauchkuckuck oder Rotbauchkuckuck (Cacomantis castaneiventris) gehört zur Ordnung der Kuckucksvögel (Cuculiformes) und zur Familie der Kuckucke (Cuculidae). Wie zahlreiche Arten der Kuckucksvögel ist der Rostbauchkuckuck ein obligatorischer Brutschmarotzer. Wie für die Gattung Cacomantis charakteristisch, ist der Buschkuckuck eine ausgesprochen kleine Kuckucksart. Anders als bei den meisten Kuckucken gibt es keine auffallenden Geschlechtsdimorphismus. Die Art ist im Vergleich zu anderen Kuckucksarten bislang wenig erforscht.
Das Verbreitungsgebiet des Rostbauchkuckucks erstreckt sich über Neuguinea und den äußersten Nordosten Australiens. Es werden drei Unterarten beschrieben.
Die IUCN stuft die Art als nicht gefährdet (least concern) ein.

## Merkmale

### Körpermaße und Körperbau
Der Rostbauchkuckuck erreicht eine Körperlänge von 22 bis 24 Zentimeter. In seinem Erscheinungsbild erinnert er an den Fächerschwanzkuckuck, ist aber deutlich kleiner und insgesamt dunkler.
Von der Körperlänge entfallen bei den Männchen durchschnittlich 11,5 Zentimeter auf das Schwanzgefieder. Bei den Weibchen ist das Schwanzgefieder geringfügig kürzer und misst durchschnittlich 11,4 Zentimeter. Die Flügel sind bei beiden Geschlechtern durchschnittlich 11 Zentimeter lang. Der Schnabel ist durchschnittlich 2,1 Zentimeter lang. Sie wiegen zwischen 32 und 38 Gramm.
Die Iris ist dunkelbraun, der Augenring ist blassgelb. Der Schnabel ist schwarzgrau. Bei einigen Individuen ist die Schnabelbasis des Unterschnabels rötlich orange. Das Schnabelinnere ist lachsfarben bis orangerot. Die Füße und Beine sind gelb bis gelb-orange.

### Erscheinungsbild adulter Rostbauchkuckucke

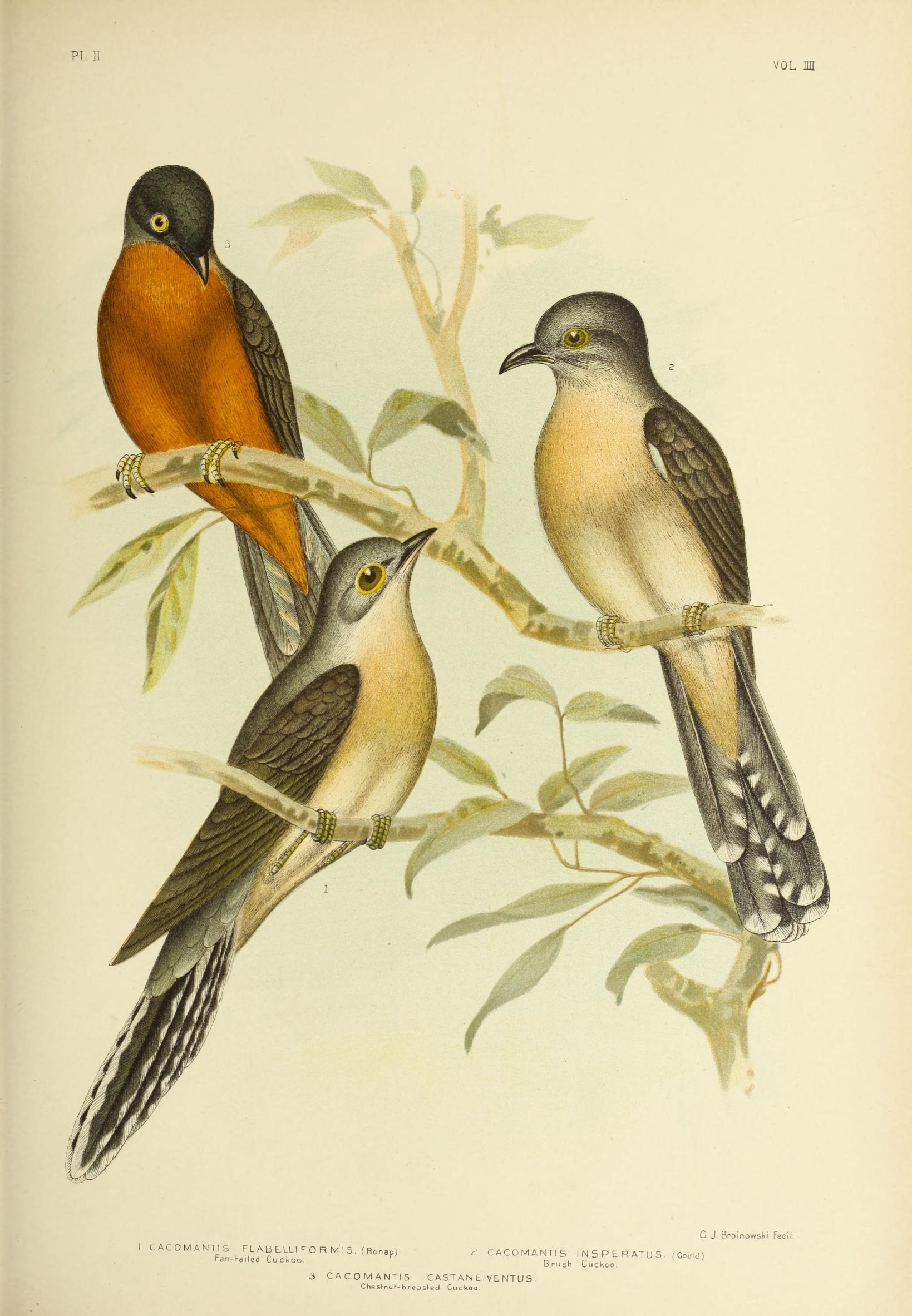
Der hintere, linke Vogel ist ein Rostbauchkuckuck. Die zwei davor befindlichen Kuckucke sind Buschkuckucke.

Bei beiden Geschlechtern sind der Kopf, der Nacken, der hintere Hals und die Körperoberseite sowie die Flügel dunkel blaugrau. Die Schwungfedern sind auf der Oberseite graubraun. Auf der Unterseite sind die Flügel glänzend dunkelgrau mit einem großen weißen Bereich an der Basis der Handschwingen. Sie bilden den für die Gattung charakteristischen weißen Streifen.
Auf der Körperunterseite sind beide Geschlechter rotbraun bis fuchsfarben. Kinn, Vorderhals und die Nackenseiten sind scharf gegen die dunkel blaugraue Körperoberseite abgesetzt. Bei bestimmten Lichtverhältnissen kann das Kinn leicht graugefleckt wirken.

### Erscheinungsbild von Jungvögeln
Bei Jungvögeln ist der Kopf, der hintere Hals und die Körperoberseite bräunlich und geht auf dem Bürzel und den Oberschwanzdecken in ein intensiveres Rötlichbraun über. An der Kehle sind sie dagegen weißlich. Am vorderen Hals und auf der Brust sind sie hellbraun, der Bauch und die Flanken sind dagegen weißlich, während die Unterschwanzdecken hellbraun sind. Das Schwanzgefieder ist dunkelbraun, alle Steuerfedern sind sehr schmal rotbraun gesäumt. Die äußersten Steuerfedern sind bei einigen Individuen rotbraun quergebändert.
Der Schnabel ist bei Jungvögeln schwarz mit einem bräunlichen Ton um die Nasenlöcher. Die Basis des Unterschnabels ist gelbbraun und das Schnabelinnere ist bräunlich gelb. Die Beine und Füße sind bei Jungvögeln noch matt pin, die Krallen sind schwarz.

## Verbreitungsgebiet

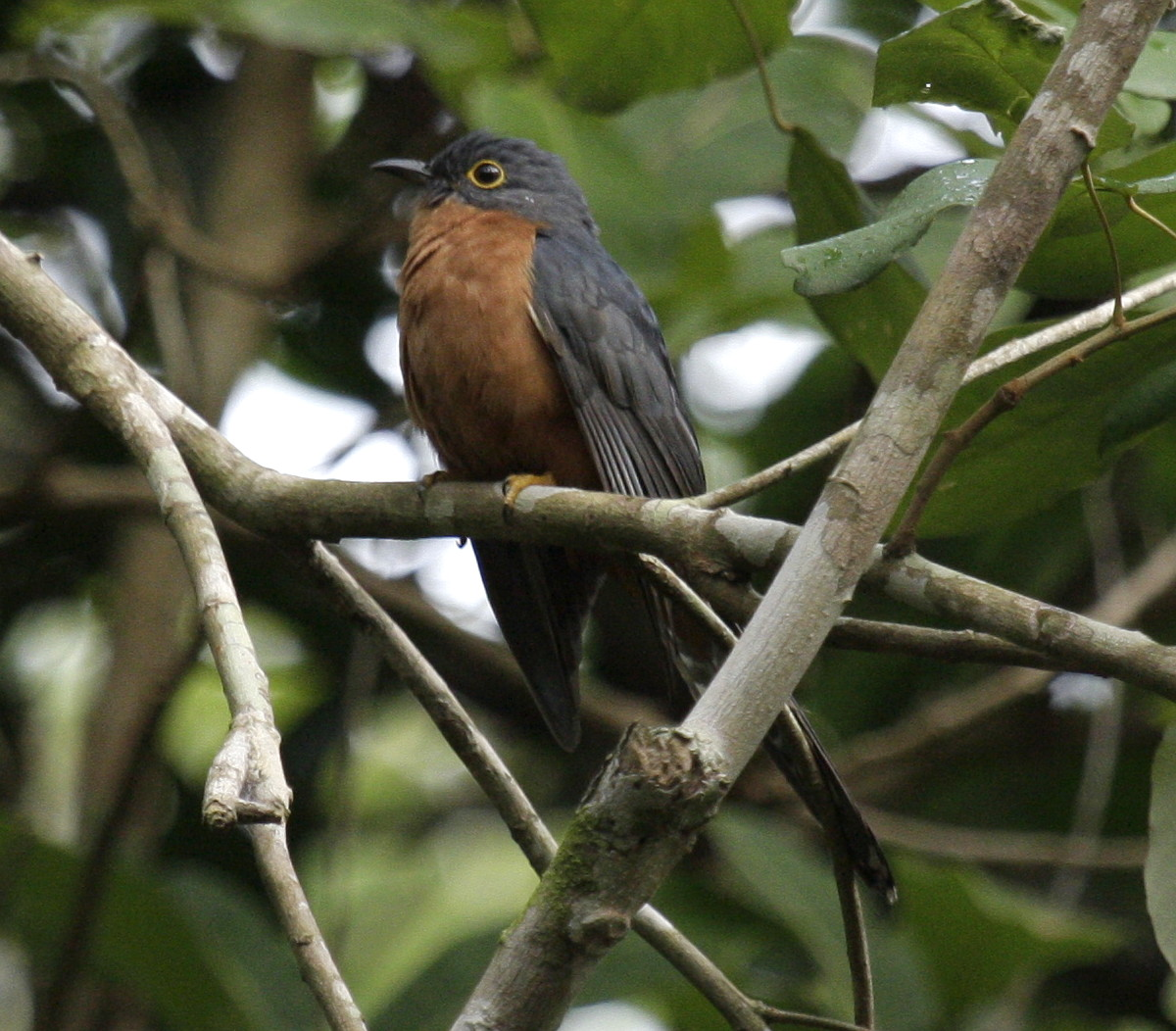
Rostbauchkuckuck

Das Verbreitungsgebiet des Rostbauchkuckucks ist Australasien. Es umfasst die Inseln Misool, Salawati, die Aru-Inseln, Neuguinea, die Insel Yapen sowie die australische Cape-York-Halbinsel. Die Ari-Inseln und Neuguinea gelten als der Verbreitungsschwerpunkt der Art. Das Verbreitungsgebiet in Australien reicht bis in die Region um die Stadt Cooktown.
Die wenigen Beringungswiederfunde dagegen weisen auf eine Ortstreue hin, da bei allen Wiederfunden von beringten Vögeln diese weniger als 10 Kilometer vom ursprünglichen Bedingungsort wiedergefangen wurden. Auch die Tatsache, dass in Australien regelmäßig Rostbauchkuckucke beobachtet werden, die in der Mauser sind, weisen darauf hin, dass Rostbauchkuckucke eher Standvögel sind. Es wird allerdings für möglich gehalten, dass Rostbauchkuckucke gelegentlich über die Torres Strait ziehen und somit zwischen dem australischen Kontinent und Neuguinea wechseln.
Die einzelnen Unterarten kommen in folgenden Regionen vor:
- C. c. arfakianus Salvadori, 1889: Verbreitungsgebiet sind Inseln, die der Küste im Westen von Neuguinea vorgelagert sind sowie der Wester von Neuguinea. Auf Neuguinea reicht das Verbreitungsgebiet vom Vogelkop bis zum Fluss Fly.
- C. c. weiskei Reichenow, 1900: Das Verbreitungsgebiet umfasst den Osten von Neuguinea inklusive der Huon-Halbinsel.
- C. c. castaneiventris (Gould, 1867): Das Verbreitungsgebiet der Nominatform umfasst die Aru-Inseln und den äußersten Nordosten von Australien.

Der Lebensraum des Rostbauchkuckucks sind dichte, feuchte Monsunregenwälder, Waldränder, Eukalyptus-Wälder sowie in Australien Dickichte entlang von Wasserläufen und auch Savannen mit Dickichten.

## Lebensweise
Über die Lebensweise dieser kleinen Kuckuckart ist bislang nur wenig bekannt. Zu diesem geringen Wissensstand trägt auch bei, dass Rostbauchkuckucke nur dann auffallen, wenn sie rufen und ansonsten im dichten Blattwerk von Baumkronen, in denen sie sich überwiegend aufhalten, kaum auszumachen sind. Die Nahrung besteht aus Käfern, Grashüpfern und Raupen sowie Zecken. Rostbauchkuckucke suchen überwiegend in Baumkronen nach Nahrung und kommen nur gelegentlich zur Nahrungssuche auf den Boden. Insekten werden gelegentlich von ihnen auch im Flug gefangen. In der Regel leben Rostbauchkuckucke einzelgängerisch, nur sehr vereinzelt werden sie auch mit anderen Vogelarten vergesellschaftet beobachtet.
Der Rostbauchkuckuck ist ein obligatorischer Brutparasit, das heißt, dass ein Weibchen ein einzelnes Ei in das Nest einer Wirtsvogelart legt. Die Wirtsvogelarten sind nicht genau bekannt, da sowohl der Buschkuckuck als auch der Fächerschwanzkuckuck sehr ähnliche Eier wie der Rostbauchkuckuck legen. Nach jetziger Erkenntnis gehören aber unter anderem Fächerschwänze zu den parasitierten Vogelarten. Erhitzøe et al. nennen drei Zeiträume, in denen Rostbauchkuckucke in Australien Eier legen: Juni bis August, September und Oktober sowie Dezember bis Januar.

## Einzelbelege
1. 1 2   Handbook of the Birds of the World zum Rostbauchkuckuck, aufgerufen am 26. November 2017
2. 1 2 3 4 5   Erhitzøe, Mann, Brammer, Fuller: Cuckoos of the World. S. 388.
3. 1 2  Higgins (Hrsg.): Handbook of Australian, New Zealand & Antarctic Birds: Volume 4 Parrots to Dollarbird. S. 688.
4. 1 2   Erhitzøe, Mann, Brammer, Fuller: Cuckoos of the World. S. 389.
5. 1 2  Higgins (Hrsg.): Handbook of Australian, New Zealand & Antarctic Birds: Volume 4 Parrots to Dollarbird. S. 689.
6. ↑  Higgins (Hrsg.): Handbook of Australian, New Zealand & Antarctic Birds: Volume 4 Parrots to Dollarbird. S. 690.